# Ветринци
Ветринци (болг. Ветринци) — село в Болгарии. Находится в Великотырновской области, входит в общину Велико-Тырново. Население составляет 122 человека.

## Политическая ситуация
Ветринци подчиняется непосредственно общине и не имеет своего кмета.
Кмет (мэр) общины Велико-Тырново — Румен Рашев (независимый) по результатам выборов.